# Лі Ін Бок
У цьому корейському імені прізвище (Лі) стоїть перед особовим ім'ям.
Лі Ін Бок (кор. 이인복, 李仁馥, I In-bok, Lee In-bok, 30 березня 1984) — корейський біатлоніст, учасник Олімпійських ігор у Ванкувері та чемпіонатів світу з біатлону.

## Кар'єра в Кубку світу
- Дебют в кубку світу — 8 березня 2006 року в спринті в Поклюці — 96 місце.

За всі роки виступів Лі в Кубках світу його найкращим особистим результатом, поки що, є  53 місце , яке він здобув в індивідуальній гонці на етапі Кубка світу Гохфільцині  в сезоні 2008-2009.

## Виступи на Олімпійських іграх
| Рік  | Міце проведення | Інд | Спр | Пр | МС | Ест |
| 2010 | Ванкувер        | 71  | 65  |    |    |     |

## Виступи на чемпіонаті світу
| Рік  | Міце проведення      | Інд | Спр | Пр | МС | Ест | ЗМ |
| 2007 | Антхольц-Антерсельва | 86  |     |    |    |     |    |
| 2008 | Естерсунд            | 72  | 80  |    |    |     | 19 |
| 2009 | Пхьончхан            | 99  | 96  |    |    | 23  | 19 |

## Статистика стрільби
| № п/п | Сезон     | Загальна        | Індивідуальна гонка | Спринт         | Гонка переслідування | Мас-старт  | Естафета      |
| ----- | --------- | --------------- | ------------------- | -------------- | -------------------- | ---------- | ------------- |
| 1     | 2005-2006 | 80,0% (16/20)   | 0,0% (0/0)          | 80,0% (16/20)  | 0,0% (0/0)           | 0,0% (0/0) | 0,0% (0/0)    |
| 2     | 2006-2007 | 79,8% (130/163) | 77,5% (62/80)       | 80,0% (48/60)  | 0,0% (0/0)           | 0,0% (0/0) | 87,0% (20/23) |
| 3     | 2007-2008 | 80,7% (113/140) | 87,5% (35/40)       | 78,0% (78/100) | 0,0% (0/0)           | 0,0% (0/0) | 0,0% (0/0)    |
| 4     | 2008-2009 | 73,4% (127/173) | 81,7% (49/60)       | 70,0% (49/70)  | 0,0% (0/0)           | 0,0% (0/0) | 67,4% (29/43) |
| 5     | 2009-2010 | 74,7% (112/150) | 73,8% (59/80)       | 75,7% (53/70)  | 0,0% (0/0)           | 0,0% (0/0) | 0,0% (0/0)    |
| 6     | 2010-2011 | 95,0% (19/20)   | 95,0% (19/20)       | 0,0% (0/0)     | 0,0% (0/0)           | 0,0% (0/0) | 0,0% (0/0)    |

## Виноски
1. ↑  В дужках наведена кількість влучних пострілів та загальна кількість пострілів. В статистиці стрільби рахуються постріли, які здійснив біатлоніст на етапах кубка світу та чемпіонаті світу